# 北京市郊铁路S2线
北京市郊铁路S2线，简称城铁S2线，开通于2008年8月6日，是在京包铁路和康延支线上开行的通勤铁路运输系统。该线路由北京市昌平区黄土店站始，途经昌平区南口站至延庆区延庆站，另有支线前往河北省怀来县沙城站。该线是北京的第一条快速通勤铁路运输系统，日輸送旅客能力曾达到20000人次。

## 历史

### 规划
为支持市郊卫星城的发展，2002年的《北京城市轨道交通线网调整规划》提出建设北京市郊铁路，其中S2线的规划包含北京北站至延庆的干线和沙河至昌平北站的支线，用以满足延庆和昌平的通勤需求；2008年以前建设从北京北站到昌平的线路。

### 开通
为了让游客在2008年北京奥运会期间更方便快捷地前往八达岭长城等景区，北京市和铁道部于2008年4月起对京包铁路和康延支线进行了升级改造，改造内容包括扩建北京北站，改造沿线其他6座车站，更换钢轨和枕木，以及修建了一条从市区方向直接驶入康延支线的联络线等。
在2008年8月6日，S2线正式开通，列车挂“Y”字头，每日开行16对列车。北京北站到延庆站全程运价里程82公里，实际运营里程77.07公里，一等座票价0.28元/公里，二等座票价0.23元/公里。平原地区时速120千米/小时，山地时速45千米/小时。由于开通后S2线乘客反映有颠簸感，S2线又进行了进一步改造，将平原地区的最高时速提高到160千米/小时。
2012年12月21日起，S2线开通北京北至沙城的S287/288次，每周五、六、日、一运行，沙城站自6427/6428次列车停运后得以重开始发进京列车。
2016年11月，受到京张城际铁路施工的影响，S2线临时调整至黄土店站始发。
2020年3月30日起，受到延庆站改造施工的影响，S2线主线终点站调整至八达岭站，并设置免费接驳专车前往延庆城区，2020年12月1日延庆站重新启用。2022年10月3日起康庄、沙城方向S287/8次不限期暂停运行，但至迟次年4月已恢复运行。

### 票价及运营模式调整
由于开通初期北京北至延庆一等座票价23元，二等座19元；到八达岭站一等座票价17元，二等座票价14元，高票价和延庆站位置偏远导致S2线客流稀少，在运营过程中逐渐沦为“运椅子”专线。在票价方面，尽管费率低于普通动车组列车，但当时刷一卡通乘坐北京公交919路从延庆到德胜门打四折后只需4.8元（学生卡2.4元），S2线列车票价毫无优势；便捷度方面由于山区限速极低全程时长与不堵车时的公交车相比亦无优势，加之其时中国大陆居民对慢速旅游列车的认识尚属起步阶段，而在车站位置方面，八达岭站到八达岭长城景区需要步行，而延庆站至延庆镇中心也需要再换乘公交车。因此，在旅游淡季，即使S2线列车减少至8对，仍然无法避免亏损运营的局面。
为了改变客流惨淡的局面，北京市政府和北京铁路局达成协议，按“政府购买服务”模式补贴S2线运营，使得S2线从旅游线路改为公交化运营，车次亦从Y字头更改为S2XX次（原Y561-Y591次车次改为S201-S231次，原Y562-Y592次车次改为S202-S232次）。首先，票价大幅下降：全列改为不分一、二等座的自由席，乘坐两站及以上每人次6元，乘坐一站每人次5元。同时，S2线调整运力，恢复每天16对列车开行，并调整时刻表。此外，旅客不需提前购票，进站时使用一卡通付费即可，如购票亦仅指定日期不指定车次。这个“新运营模式”从2011年7月1日起实行，此后S2线客流量大增，大众媒体对“开往春天的列车”、“花海列车”的宣传造成的网络爆红现像更加剧了客流压力，北京北站时常出现S2线乘客跑步上车占座的情况，甚至因限流车站外队列被告知只能排到若干小时后的第三趟列车。逢车底厂修时，S2线部分列车会在南口、八达岭等车站严格限制上车人数。
2018年1月1日起，S2线北京市内各站票制票价比照北京地铁票制票价进行调整，康庄至沙城区段仍执行铁路票价。

## 运营

### 票价
北京市内段同地铁票制按里程计价，康庄站至北京市界以外的沙城站票价单独计算，为10元；北京市内其他车站和沙城站间的票价为这10元与北京市内票价之和，如从黄土店至沙城票价为18元。儿童及残疾军人可按铁路政策现场现金购买半价优惠票，使用本市发行的交通卡或亿通行APP的乘客可以享受地铁累计票价优惠。S2线不联网售票、不实行实名制。不对号入座。可以采用北京市政交通一卡通或其他带有交通联合标志的交通卡或亿通行APP付费，也可于乘车站现场现金购买当日纸质车票。旅客可持票或刷卡或扫码进站乘车，但交通卡内余额不足18元时无法进站，出站时仍需扫码、刷卡、验票。但是，2020年年中，大部份车站取消现金购票。2021年3月起对使用现金购票的乘客使用代用票。在2021年7月23日的公示中，S2所属的北京城市铁路投资发展有限公司被中国人民银行营业部罚款50万元。

### 客流量
受2019冠状病毒病疫情频发影响，2022年，S2线年旅客发送量19.2万人次，相比2021年同比减少44.3%。日均旅客发送量0.05万人次。
| 指标         | 2015年 | 2016年 | 2017年 | 2018年 | 2019年 | 2020年 | 2021年 | 2022年 |
| ------------ | ------ | ------ | ------ | ------ | ------ | ------ | ------ | ------ |
| 年旅客发送量 | 309.9  | 280.5  | 185.8  | 146.8  | 198.6  | 22.0   | 34.5   | 19.2   |
| 日均发送量   | 0.8    | 0.8    | 0.5    | 0.4    | 0.5    | 0.06   | 0.1    | 0.05   |

## 路线与车站
| 北京市郊铁路S2线 |                        |                      |                 |                                                     |                       |                         |                                                                    |
| 图片 | 站名[1]                | 运价里程[2] （千米） | 站间距 （千米） | 轨道换乘[3]                                         | 行政区                | 站场规模                | 备注                                                               |
| 正线 |                        |                      |                 |                                                     |                       |                         |                                                                    |
| | 北京北站[4]            | 不適用               | -               | █ 2号线 █ 4号线 █ 13号线 京张城际铁路               | 北京市西城区          | 6台12线                 | 现无S2线列车停靠                                                   |
| | 清华园站 （已废弃）[4] | 不適用               | 4               | █ 10号线 █ 13号线                                   | 北京市海淀区          | 2台4线                  | 现无S2线列车停靠                                                   |
| | 清河站[4]              | 不適用               | 7               | █ 13号线 █ 19号线 █ 昌平线 怀柔—密云线 京张城际铁路 | 北京市海淀区          | 2台5线（改造前） 4台8线 | 现无S2线列车停靠                                                   |
| | 黄土店站[4]            | 0                    | -               | 东北环线 █ 8号线 █ 13号线霍营站                     | 北京市昌平区          | 2台2线                  |                                                                    |
| | 昌平站[4]              | 21                   | 21              | 京张城际铁路                                        | 北京市昌平区          | 2台9线（改造前）        | 现无S2线列车停靠                                                   |
| | 南口站                 | 30                   | 9               | 不适用                                              | 北京市昌平区          | 2台6线                  |                                                                    |
| | 八达岭站               | 51                   | 21              | 京张城际铁路八达岭长城站                            | 北京市延庆区          | 2台2线                  |                                                                    |
| | 延庆站                 | 72                   | 13 (21)         | 京张城际铁路                                        | 北京市延庆区          | 2台4线                  |                                                                    |
| 沙城支线 |                        |                      |                 |                                                     |                       |                         |                                                                    |
| | 康庄站                 | 60                   | 9[6]            | 不适用                                              | 北京市延庆区          | 2台                     | 仅在周五、六、日、一 及小长假运营，每日开行 一对列车（S287，S288） |
| | 沙城站                 | 95                   | 35              | 不适用                                              | 河北省 张家口市怀来县 | 2台                     | 仅在周五、六、日、一 及小长假运营，每日开行 一对列车（S287，S288） |
| 注释 |                        |                      |                 |                                                     |                       |                         |                                                                    |
| 1 斜体标示的车站暂未启用；粗体标示的车站为已启用的轨道换乘车站。 2 里程为自黄土店站起的运价里程，2016年之前的自北京北运价里程请在昌平至延庆/沙城段里程数字基础上加10km，另北京北至延庆实际运营里程为77.07公里。 3 斜体标示的换乘，尚未启用。 4 自2016年11月1日起，北京北站、清河站、昌平站停运改造，清华园站废弃，S2线起点改为黄土店站。 6 为至八达岭站的站间距。 |                        |                      |                 |                                                     |                       |                         |                                                                    |

## 线路
S2线使用京包铁路和康延支线运行，曾经共設8個車站，以北京北站為起點，中途停靠清华园、清河、昌平、南口、八达岭，終點為延庆站。支线从八达岭引出，中途停靠康庄，终到河北省张家口市怀来县沙城站。目前S2线由黄土店站始发，至延庆站，全长108.3公里（包括沙城支线）。

## 列车
S2线列车使用的车辆为NDJ3“长城号”内燃动车组，该动车组为2动7拖编组，首尾车头，中间为7节列车，其中包括一节餐车。

## 未来发展
S2线南段将进行通勤化改造，实施线路电气化、复线化、信号改造，新建新龙泽站（换乘13A线、13B线，预留19号线北延）、生命科学园站（与昌平线生命科学园站不在同一位置）、沙河北站3座车站，新开昌平站、沙河站市郊客运服务功能。预计2021年12月开工建设。
2023年，S2线南口至霍营（黄土店）段被划入北京市郊铁路东北环线工程，预计不早于2026年6月完工。

## 图集

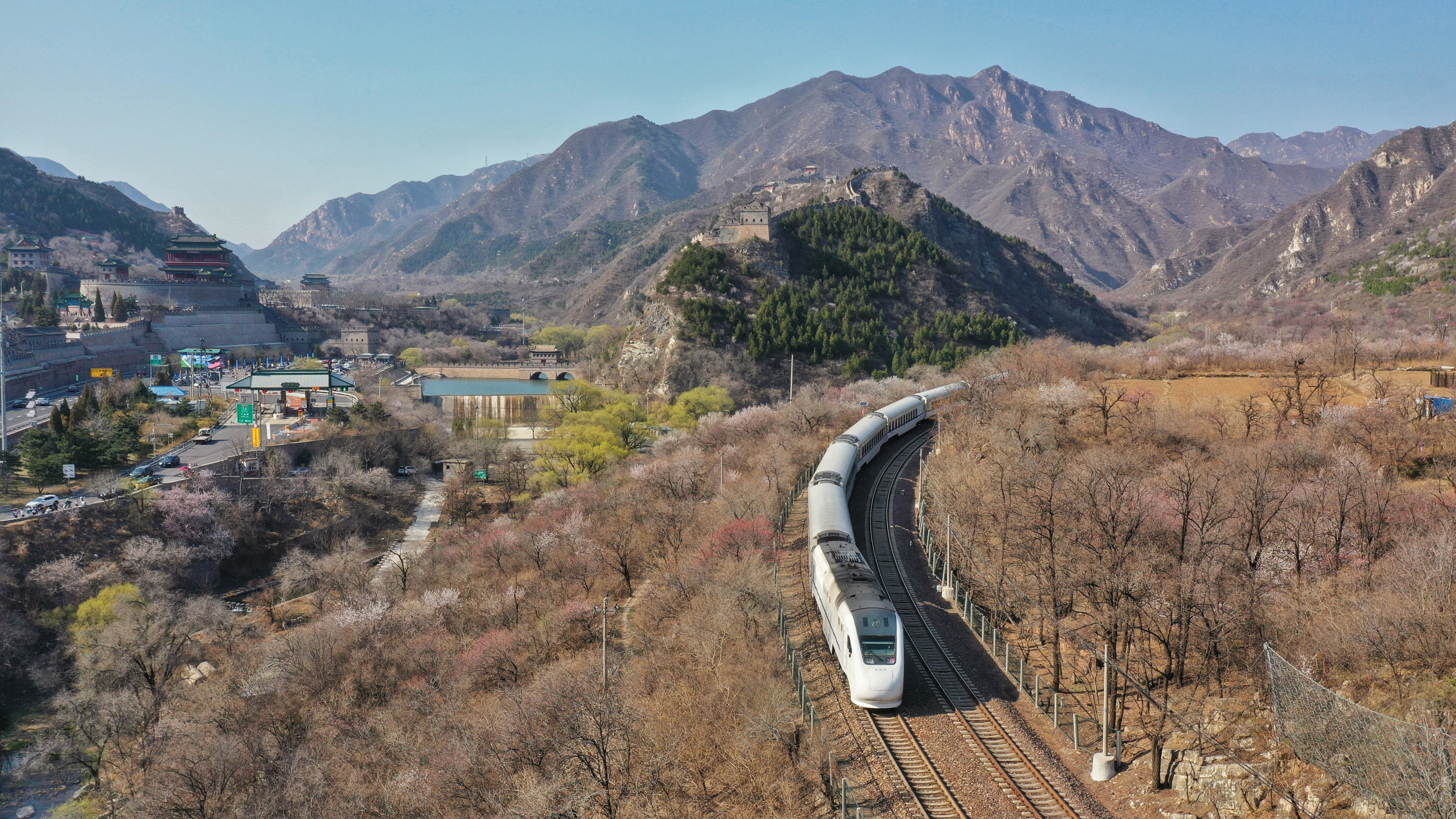
S207从居庸关前驶过
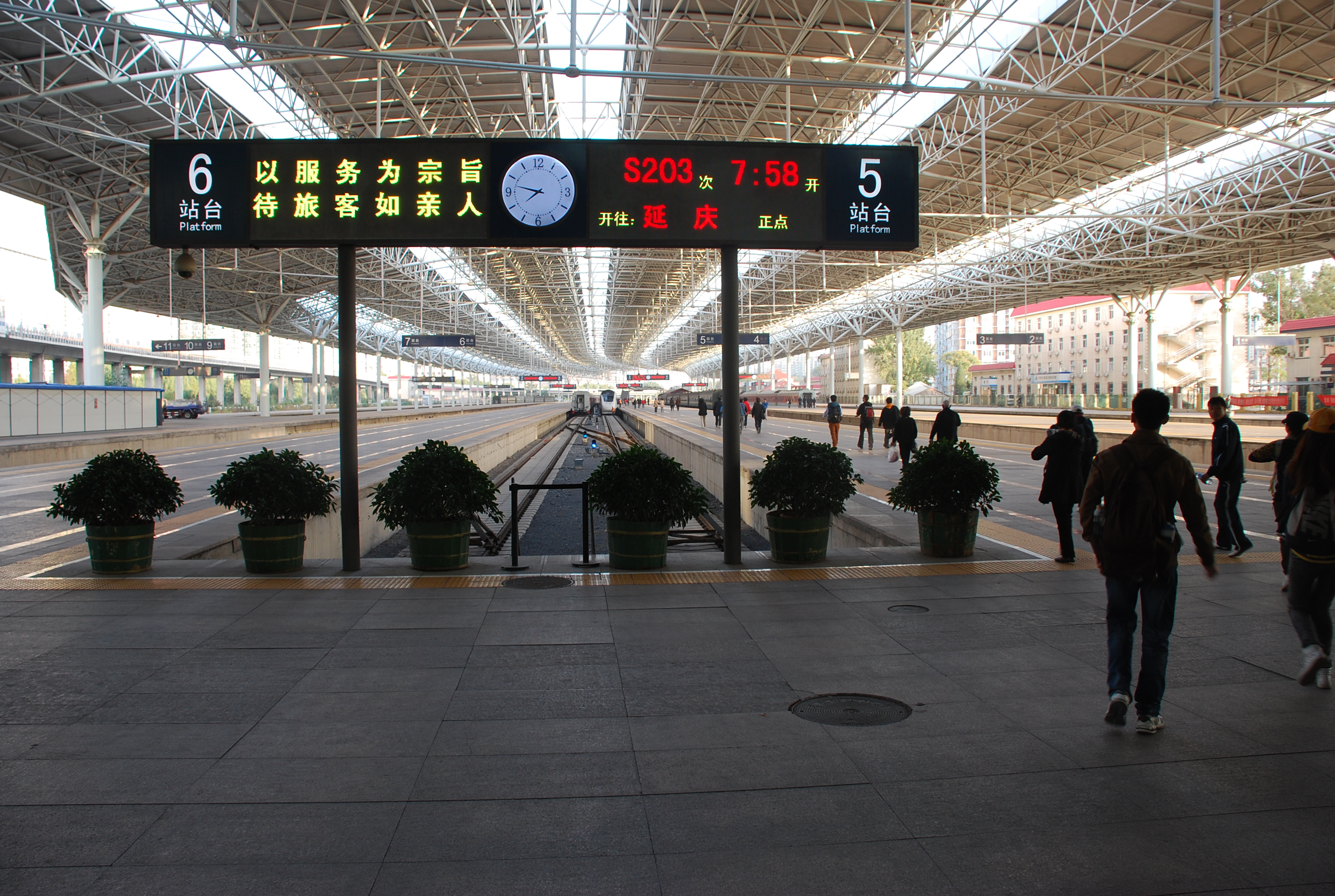
北京北站站台，S2线市郊列车正要发车
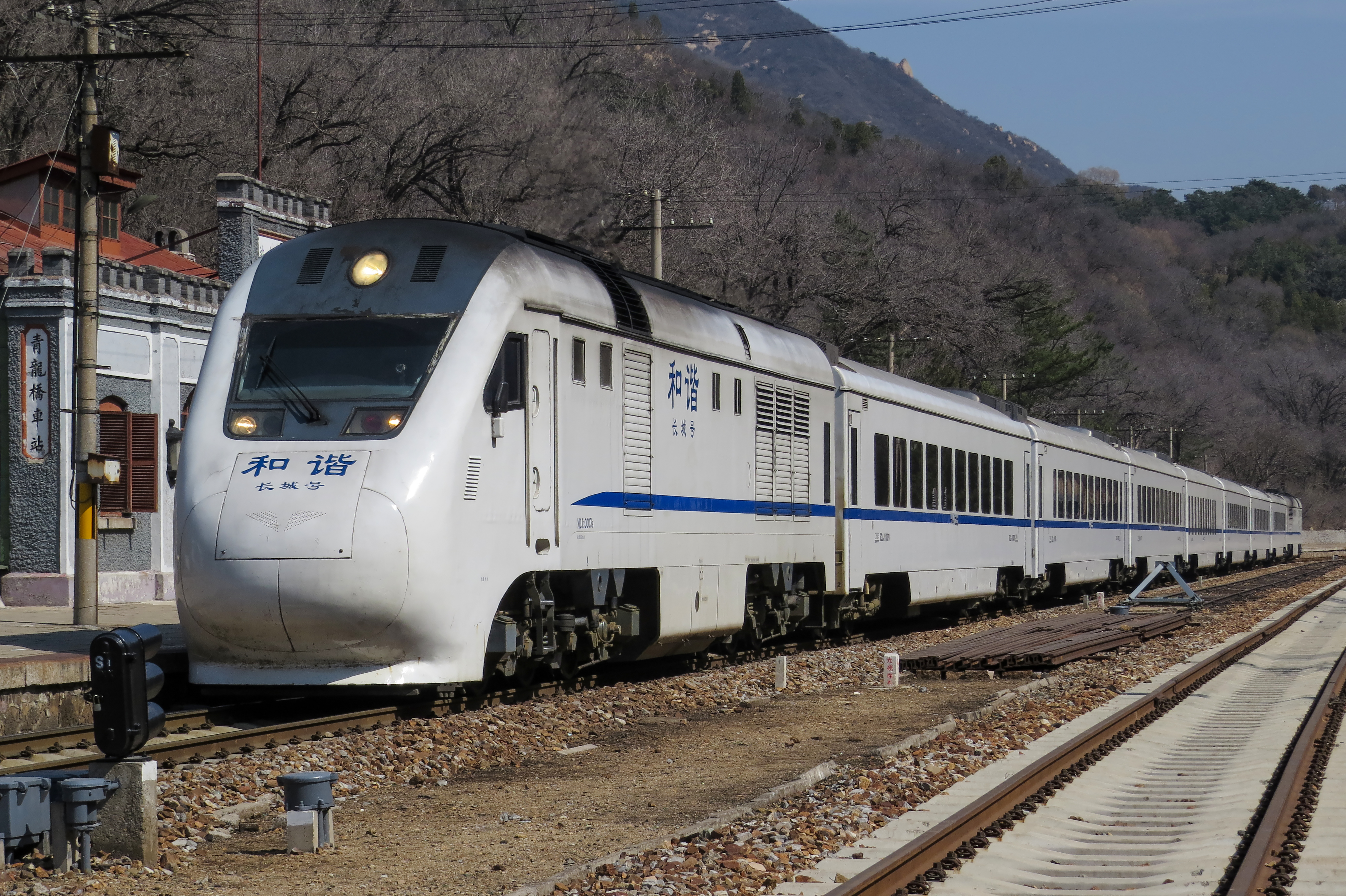
担当S210次列车的NDJ3型0003号柴油动车组在青龙桥站调向
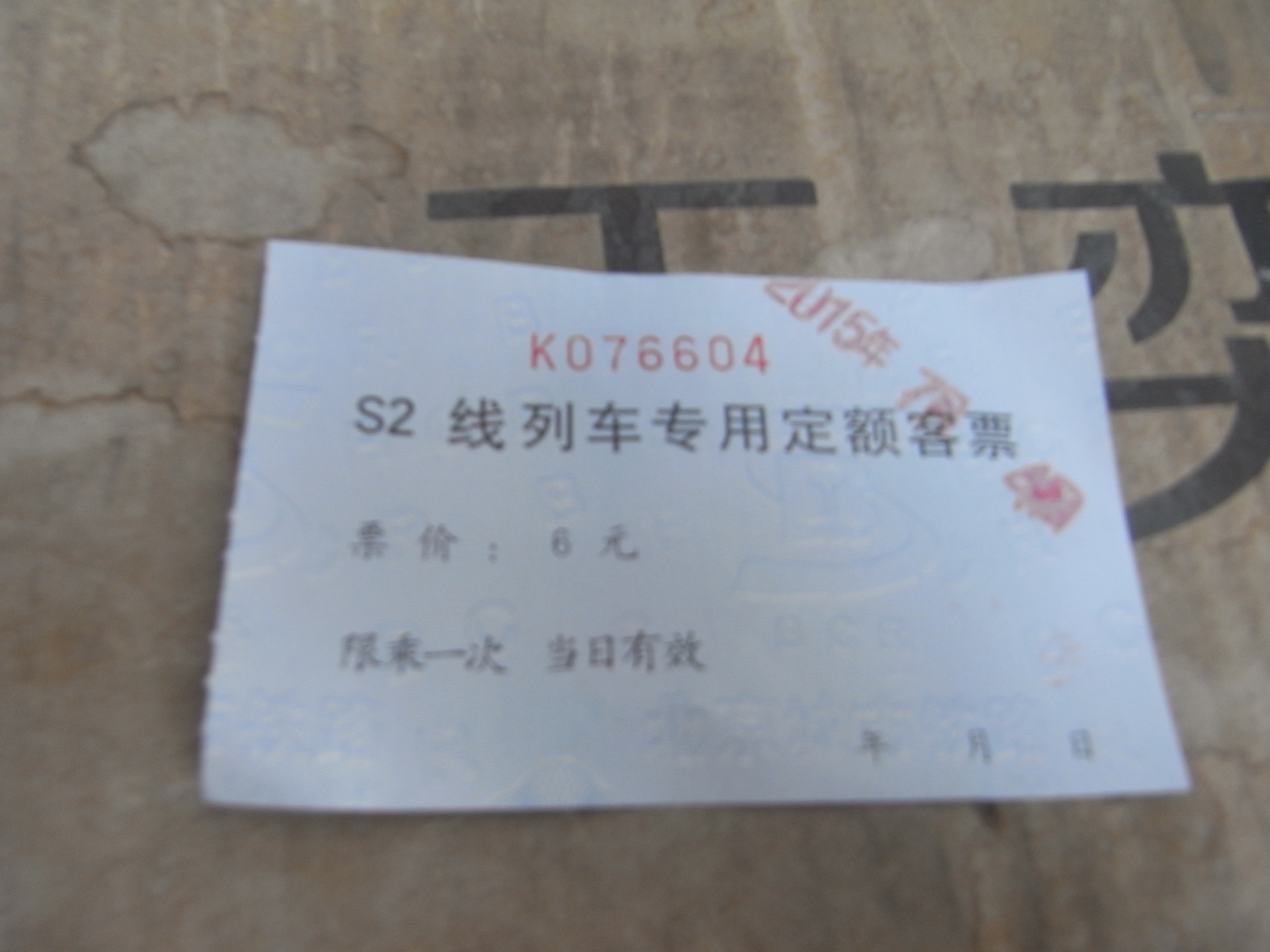
6元时期的S2线专用客票（2017年12月前）
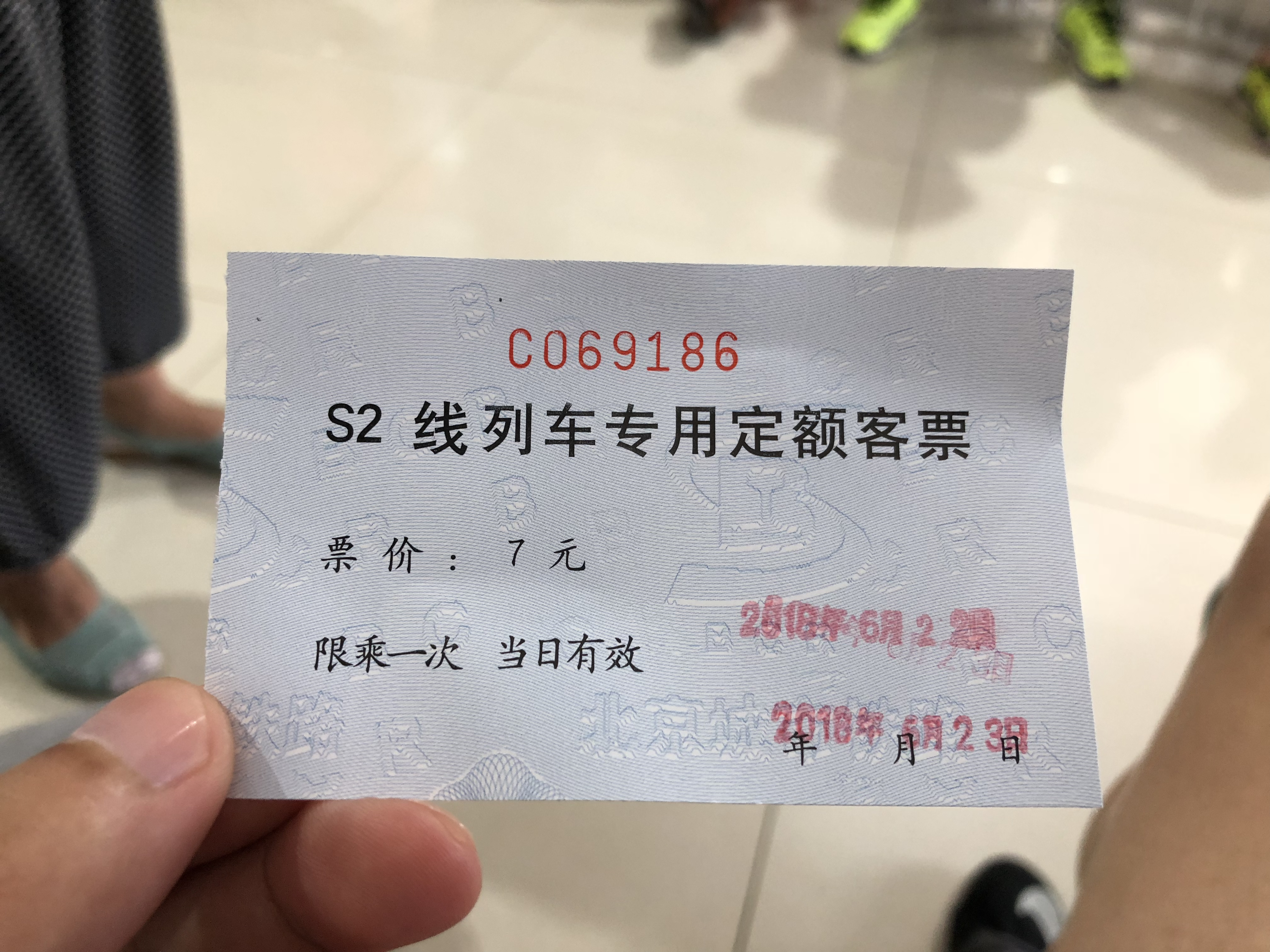
在黄土店站始发的7元车票（2018年6月）